# 悲田院 (京都市東山区)
悲田院（ひでんいん）は、京都市東山区にある真言宗泉涌寺派の寺院。泉涌寺の塔頭のひとつで、本尊は阿弥陀如来。泉山七福神巡り6番（毘沙門天）札所。

## 歴史
悲田院とは身寄りのない子供や老人・貧しい人を収容する福祉施設であるが、平安京にはその悲田院が東西の二つあった。しかし、やがて両方とも消滅してしまった。
延慶元年（1308年）、無人如導が一条安居院に天台・真言・禅・浄土の四宗兼学の寺を創建する。そこにかつての福祉施設であった西悲田院の名跡を引き継いで寺院名を悲田院とした。
室町時代になると後花園天皇は悲田院を勅願寺とした。この縁によって当寺の歴代の住職は、代々天皇の綸旨を賜わって、御所への紫衣参内が許された。後花園天皇の崩御の際には当寺で葬儀や荼毘が行なわれた。
正保2年（1645年）、如周恵公が摂津国高槻藩主永井直清の帰依を受け、悲田院を現在地に移転させる。以後、高槻藩の庇護を受けて栄える。
1885年（明治18年）、泉涌寺塔頭寿命院と合併し、現在に至る。
寺には快慶作と伝えられる宝冠阿弥陀如来坐像や逆手の阿弥陀如来立像があり、また土佐光起・土佐光成父子による土佐派や、橋本関雪の襖絵がある。

## 文化財

### 京都府指定文化財
- 有形文化財
  - 木造阿弥陀如来坐像（彫刻） - 像内にアン（梵字）アミタ仏等の銘がある。2022年（令和4年）3月22日指定[1]。

## 住所
- 京都府京都市東山区泉涌寺山内町35

- 京都市営バス泉涌寺道バス停から徒歩約10分